# Ana Araujo
Ana Araujo (Tacaratu, 1966) é uma fotógrafa e jornalista brasileira. É formada em jornalismo pela Universidade Católica de Pernambuco.

## Biografia
Formou-se, em 1988, pela Universidade Católica de Pernambuco (Unicap) no curso de Jornalismo. Natural de Tacaratu, município interiorano do estado de Pernambuco, mudou-se para Brasília em 1991.
Sua carreira, já como fotógrafa, teve início em 1987. Atuou na imprensa sindical, cobrindo movimentos sociais. Trabalhou também, durante os anos de 1987 a 1989, na Folha de Pernambuco. Em 1989, começou a trabalhar como freelancer na sucursal de Jornal do Brasil, da Agência Estado e da Folha de S. Paulo, no Recife. Em 1991, já morando na capital, trabalhou na assessoria de imprensa da Câmara dos Deputados.
Além da sua relação com a política na cidade, contribuiu para diversos veículos, como jornais e revistas: trabalhou, em 1992, no Jornal de Brasília, como repórter-fotográfica; e entre 1995 a 2009, trabalhou na sucursal da revista Veja, em Brasília, na qual foi a primeira repórter-fotográfica mulher a ser contratada, e outras revistas da Editora Abril. Em 2007 e 2008, ministrou aulas de fotojornalismo na Universidade de Brasília, UNB.

## As Donas da Bola
A fotógrafa participou, dentre um time de onze fotojornalistas já respeitadas no seu meio, de um projeto cujo objetivo era retratar por meio da fotografia as expressões do futebol feminino nas diferentes regiões do Brasil. As fotos são dos times de futebol pernambucanos, Onze Negras e Time das Crioulas, grupo formado por quilombolas mulheres da região, de entre 15 e 30 anos região.
Em 2015 e 2016, a exposição foi exibida no Museu do Futebol, em São Paulo. A exposição faz parte do projeto #visibilidadeparaofutebolfeminino.

## Prêmios
- Foi homenageada na 5a Mostra Fotográfica dos Profissionais Credenciados na Presidência da República, no Palácio do Planalto (1999).[4]
- Recebeu cinco prêmios Abril (1998-2006) e o Troféu Mulher Imprensa (2011)[5]
- Foi convidada a apresentar fotos do Sertão e a falar sobre o tema no “Nós.Doc”, um quadro do programa educativo “Como Será?”, com veiculação nacional pela Rede Globo (2014). [5]
- Recebeu o Prêmio Pontos de Mídias Livres, do MINC - Ministério da Cultura/Governo Federal.[5] [2]